# Fisktjärnen (Särna socken, Dalarna)
Fisktjärnen är en sjö i Älvdalens kommun i Dalarna och ingår i Dalälvens huvudavrinningsområde.